# نی‌بروک
نی‌بروک (به هلندی: Nijbroek) یک منطقهٔ مسکونی در هلند است که در فورست واقع شده‌است. نی‌بروک ۱۶۰ نفر جمعیت دارد.